# هفته مد تفلیس
هفتهٔ مد تفلیس (به گرجی: თბილისის მოდის კვირეული) نمایشگاه مد و پوشاک گرجستان است که سالانه دو بار در شهر تفلیس پایتخت گرجستان برگزار می‌شود. هفتهٔ مد تفلیس، در دو مقطع بهاره و پاییزه به معرفی جدیدترین مدها می‌پردازد.
این نمایشگاه در سال ۲۰۰۹ میلادی (۱۳۸۸ شمسی) طی فستیوال تفلیسوبا توسط شخصی به نام تاکو چخیدزه بنیان‌گذاری شد.
هفتهٔ مد تفلیس مرکز فعالیت‌های مربوط به مد و پوشاک است که توسعه صنعت پوشاک در قفقاز را برقرار کرده و مدل‌های جدید پوشاک صادراتی گرجستان را معرفی می‌کند.